# Сервий Сульпиций Камерин Корнут (консул 461 года до н. э.)
Сервий Сульпиций Камерин Корнут (лат. Servius Sulpicius Camerinus Cornutus; V век до н. э.) — римский политический деятель из патрицианского рода Сульпициев, консул 461 года до н. э. Предположительно сын консула 500 года до н. э. того же имени.
Коллегой Сервия Сульпиция по консульству был Публий Волумний Аминцин Галл. Весь 461 год до н. э. был заполнен обсуждением законодательной инициативы народного трибуна Гая Терентилия Гарсы, предполагавшей кодификацию права. Сенаторы всеми средствами срывали принятие этого закона, а консулы, по одним данным, предпочитали держаться в стороне, по другим — активно участвовали в этом саботаже. В течение года закон так и не был принят; войны во время этого консульского срока не велись.
Когда решение о создании писаных законов всё же было принято, Сервий Сульпиций отправился в Грецию в составе посольства, целью которого было изучение законодательства различных греческих полисов, в первую очередь Афин (454 год до н. э.). По возвращении он вошёл в состав первой коллегии децемвиров (451 год до н. э.). Некоторые источники называют другой преномен Сульпиция-децемвира, и поэтому существует определённая вероятность того, что речь идёт о другом человеке, нигде больше не упоминавшемся.